# 카슈브인
카슈브인(카슈브어: Kaszëbi, 폴란드어: kaszubi, 독일어: Kaschuben, 영어: Kashubians, Cassubians, Kashubs)은 서슬라브족 레흐족에 속하는 민족 집단으로, 폴란드 북부의 포메라니아와 포메렐리아 지역에서 기원하였다. 카슈브인들이 사는 곳을 카슈비아(카슈브어: Kaszëbë, Kaszëbskô, 폴란드어: kaszuby, 독일어: Kaschubei, 영어: Kashubia, Cassubia)라고 한다. 폴란드어와는 다른 언어이지만 밀접한 관련이 있는 카슈브어를 사용한다.
카슈브인은 폴인과 매우 유사하며 가끔씩 폴인의 일부로 간주되기도 한다. 카슈브인은 슬로빈치인과 함께 포모제인으로 분류되며, 현재는 사어가 된 슬로빈치어와 카슈브어는 포모제어로 분류된다. 슬로빈치어는 웨바 카슈브어라고 불리기도 하며, 카슈브어와 매우 유사한 다른 언어 또는 카슈브어의 방언으로 간주되기도 한다.

## 인구
카슈브인(포모제인)의 총 인구수는 카슈브인의 정의에 따라 달라진다. 가장 흔히 사용되는 추정치는 폴란드에 살고있는 카슈브인은 50만 명 이상이 살고 있다는 것이며, 구체적인 추정치는 50만 명에서 57만 명까지 다양하다. 2002년 폴란드 인구조사에 따르면 52,655명이 카슈브어를 자신의 일상 언어라고 하였으며 5,100명만이 자신의 국민 정체성을 카슈브인이라고 간주하였다. 대부분 카슈브인은 자신의 국민 정체성은 폴란드인이며, 민족 정체성이 카슈브인이라고 하여 폴인인 동시에 카슈브인으로 여겨졌다. 2002년 폴란드 인구조사에서는 서로 다른 국민 정체성과 민족 정체성을 동시에 신고하거나 1개 이상 민족 정체성을 신고할 수 없었다. 20011년 인구조사에서는 카슈브인을 유일한 민족 정체성이라고 신고한 사람은 16,000명이었으며 233,000명이 카슈브인을 주로 폴인과 함께 첫번째 혹은 두번째 민족 정체성이라고 하였다. 또한 10,8000명이 카슈브어를 일상 언어라고 하였다. 카슈브어를 조금 구사할 수 있는 인구수는 더 높은 366,00명이었다.
| 군 / 시                     | 카슈브인 혈통 | %    | 카슈브어 이해 가능 | %    | 총 인구   |
| --------------------------- | ------------- | ---- | ------------------ | ---- | --------- |
| 푸츠크                      | 56,358        | 80.2 | 163,707            | 53,3 | 69,900    |
| 베이헤로보(Wejherowo)       | 113,097       | 66.1 | 163,707            | 53,3 | 171,100   |
| 코시치에르지나(Kościerzyna) | 49,116        | 74.5 | 163,707            | 53,3 | 65,900    |
| 카르투지(Kartuzy)           | 94,136        | 93.8 | 83,592             | 83.3 | 100,300   |
| 비투프(Bytów)               | 37,757        | 49.2 | 26,544             | 34.6 | 76,700    |
| 호이니체(Chojnice)          | 23,926        | 26.3 | 37,954             | 18.8 | 91,000    |
| 렝보르크(Lębork)            | 19,594        | 29.7 | 37,954             | 18.8 | 65,800    |
| 그단스크군(powiat gdański)  | 13,742        | 30.6 | 37,954             | 18.8 | 45,000    |
| 그디니아                    | 81,090        | 31.8 | 10,223             | 4.0  | 255,000   |
| 그단스크시                  | 47,163        | 10.3 | 31,211             | 6.2  | 457,900   |
| 소포트                      | 5,795         | 13,7 | 31,211             | 6.2  | 42,300    |
| 스웁스크군(powiat słupski)  | 7,945         | 8.4  | 8,889              | 4.5  | 94,100    |
| 스웁스크                    | 9,504         | 9.3  | 8,889              | 4.5  | 102,200   |
| 치우후프(Człuchów)          | 7,814         | 13.3 | 3,713              | 6.3  | 58,800    |
| 총계                        | 567,000       | 33.4 | 366,000            | 21.6 | 1,696,000 |

지도 (122쪽): http://docplayer.pl/57273906-Instytut-kaszubski-acta-cassubiana-tom-xvii.html
1890년대 언어학자 스테판 라무우트는 포메렐리아 지역의 카슈브인(슬로빈치인 포함) 인구를 174,831명으로 추정하였다. 또한 그시기 카슈브인 90,000명 이상이 미국, 25,000명 가량이 캐나다, 15,000명이 브라질, 25,000명이 그 외 타국에 살아 전세계의 총 카슈브인 인구는 330,000명이라고 하였다.

## 기원

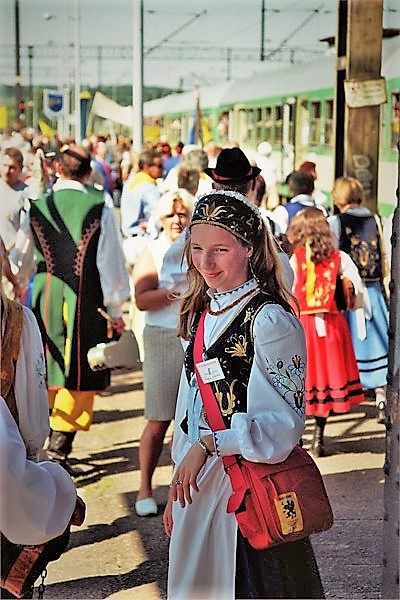
카슈비아 지역의 전통 의상

카슈브인은 민족 대이동기 시기 오데르강과 비스와강 사이에 정착한 포모제인으로부터 기원하였다. 포모제인 대부분은 동방식민운동으로 독일인에 흡수되어 사라졌지만, 몇몇은 자신들의 전통을 지키고 발전시키면서 카슈브인이 되었다.
아랍의 역사가 마수디는 아마도 카슈브인으로 추정되는 '카흐수빈(kahsubin)'이라는 민족에 대해 언급하였다. '카슈비아'라는 지명이 확실하게 언급되는 가장 오래된 기록은 1238년 3월 19일 교황 그레고리오 6세가 포메라니아 공작 보구스와프 1세를 dux Cassubie(카슈비아 공작)이라고 칭한 것이다. 포메라니아 공작은 '카슈비아 공작'이라는 명칭 또한 사용했으며, 전통적으로 포메라니아를 다르시던 그리프가가 단절되어 스웨덴령이 된 포메라니아에 이 표현이 계승되었다.

## 같이 보기
- 카슈브어 알파벳
- 카슈브어